# 3-я кавалерийская дивизия (Российская империя)
3-я кавалерийская дивизия — кавалерийское соединение в составе Российской императорской армии. Штаб дивизии: Ковно. Входила в 3-й армейский корпус.

## История дивизии

### Формирование
Сформирована 27 июля 1875 года в ходе общей реорганизации кавалерии в составе двух бригад (по 2 полка в каждой): 1-я бригада расформированной тогда же прежней 2-й кавалерийской дивизии дополнена донским казачьим полком, переформирована и названа 3-й кавалерийской дивизией. 19 февраля 1877 года включена в состав вновь сформированного III армейского корпуса и расквартирована в Виленском военном округе.
- 1875—1918 — 3-я кавалерийская дивизия

### Боевые действия
Дивизия – участница Восточно-Прусской операции 1914 г., боевых действий в Прибалтике весной 1915 г. и Люблин-Холмского сражения 9 – 22 июля 1915 г.

10 февраля 1918 года Антонов-Овсеенко приказал комиссару Изюмского уезда Шарову разоружить остатки разложившейся дивизии которая находилась в районе Покровска. Материальная часть дивизии была передана в ЦШКГД.

## Состав дивизии
- 1-я бригада (Ковно)
  - 3-й драгунский Новороссийский Е. И. В. Великой Княгини Елены Владимировны полк
  - 3-й уланский Смоленский Императора Александра III полк
- 2-я бригада (Ковно)
  - 3-й гусарский Елисаветградский Е. И. В. Великой Княжны Ольги Николаевны полк
  - 3-й Донской казачий Ермака Тимофеевича полк
- 3-й конно-артиллерийский дивизион (Ковно)

## Командование дивизии

### Начальники дивизии
(Командующий в дореволюционной терминологии означал временно исполняющего обязанности начальника или командира. Должности начальника дивизии соответствовал чин генерал-лейтенанта. Лица, назначаемые на этот пост в чине генерал-майора, оставались командующими до момента своего производства в генерал-лейтенанты).
- 27.07.1875 — хх.хх.1879 — генерал-лейтенант барон фон Гершау, Александр Петрович
- 12.04.1880 — 18.11.1894 — генерал-майор (с 15.05.1883 генерал-лейтенант) Краевский, Константин Станиславович
- 24.11.1894 — 17.08.1898 — генерал-майор (с 14.05.1896 генерал-лейтенант) Сухотин, Николай Николаевич
- 24.11.1898 — 12.01.1905 — генерал-лейтенант Волькенау, Иван Васильевич
- 08.03.1905 — 29.12.1906 — генерал-лейтенант барон Бистром, Александр Николаевич
- 29.12.1906 — 24.07.1908 — генерал-лейтенант Оболешев, Александр Дмитриевич
- 31.08.1908 — 15.05.1912 — генерал-лейтенант Шейдеман, Сергей Михайлович
- 21.05.1912 — 18.08.1914 — генерал-майор (с 03.10.1913 генерал-лейтенант) Бельгард, Владимир Карлович
- 22.08.1914 — 13.04.1917 — генерал-майор (с 06.12.1914 генерал-лейтенант) Леонтович, Евгений Александрович
- 16.05.1917 — 29.04.1918 — командующий генерал-майор Бискупский, Василий Викторович

### Начальники штаба дивизии
- 27.07.1875 — 06.02.1876 — полковник Макшеев-Машонов, Николай Александрович
- 11.02.1876 — 15.10.1876 — полковник Андриевич, Владимир Константинович
- 28.10.1876 — хх.хх.1878 — полковник Коптев, Михаил Аркадьевич
- хх.хх.1878 — 04.11.1880 — полковник Бушен, Адольф Готфридович
- 04.11.1880 — 23.12.1889 — полковник Волькенау, Иван Васильевич
- 05.02.1890 — 24.02.1892 — полковник Гарнак, Александр Леонтьевич
- 11.03.1892 — 09.01.1895 — полковник Эсаулов, Михаил Нилович
- 09.01.1895 — 20.07.1895 — и. д. полковник Бобырь, Николай Павлович
- 28.07.1895 — 28.01.1900 — полковник Зарубин, Николай Александрович
- 17.02.1900 — 24.03.1901 — и. д. полковник Бенескул, Владимир Онуфриевич
- 21.03.1901 — 03.03.1903 — полковник Иозефович, Феликс Доминикович
- 24.04.1903 — 22.02.1907 — полковник Петерс, Владимир Николаевич
- 22.02.1907 — 17.07.1907 — полковник Усов, Адриан Владимирович
- 17.07.1907 — 22.01.1911 — полковник Рубец, Фёдор Васильевич
- 05.02.1911 — 18.10.1914 — полковник Максимович-Васильковский, Павел Васильевич
- 08.11.1914 — 09.05.1915 — полковник Разгонов, Александр Константинович
- 14.06.1915 — 22.07.1915 — полковник Жилин, Николай Николаевич
- 16.08.1915 — 16.09.1917 — и. д. подполковник (с 15.08.1916 полковник) Щербаков, Николай Петрович
- хх.хх.1917 — хх.хх.хххх — подполковник Крейтер, Владимир Владимирович

### Командиры 1-й бригады
- 27.07.1875 — 31.08.1881 — генерал-майор барон Штакельберг, Константин Антонович
- 31.08.1881 — 31.10.1881 — генерал-майор Языков, Николай Константинович
- 31.10.1881 — 22.06.1886 — генерал-майор Сукни, Фридрих Фридрихович
- 22.06.1886 — 14.08.1891 — генерал-майор фон Арнольди, Евгений Карлович
- 06.09.1891 — 12.05.1897 — генерал-майор Желтухин, Антон Николаевич
- 26.05.1897 — 09.04.1899 — генерал-майор Дембский, Константин Варфоломеевич
- 28.04.1899 — 03.02.1904 — генерал-майор Карганов, Адам Соломонович
- 04.02.1904 — 03.05.1908 — генерал-майор Коломнин, Дмитрий Дмитриевич
- 03.05.1908 — 29.01.1915 — генерал-майор Торнау, Александр Георгиевич
- 27.02.1915 — 25.06.1915 — генерал-майор Ладыженский, Гавриил Михайлович
- 25.06.1915 — 26.06.1916 — генерал-майор Залесский, Пётр Иванович
- 26.06.1916 — 04.01.1917 — генерал-майор Ярминский Александр Францевич
- 15.01.1917 — 16.05.1917 — генерал-майор Бискупский, Василий Викторович
- 19.05.1917 — хх.хх.хххх — командующий полковник Хмыров, Пётр Евгеньевич

### Командиры 2-й бригады
- 27.07.1875 — 12.04.1880 — генерал-майор Краевский, Константин Станиславович
- 20.04.1880 — 01.11.1889 — генерал-майор Жданов, Владимир Петрович
- 23.11.1889 — 05.01.1890 — генерал-майор Готовский, Николай Николаевич
- 07.02.1890 — 17.11.1890 — генерал-майор Мандрыкин, Алексей Григорьевич
- 26.11.1890 — 07.11.1895 — генерал-майор Иловайский, Илья Васильевич
- 20.11.1895 — 04.04.1901 — генерал-майор Трегубов, Александр Александрович
- 14.04.1901 — 18.02.1910 — генерал-майор Верба, Фёдор Семёнович
- 23.02.1910 — 22.06.1912 — генерал-майор Иванов, Александр Николаевич
- 22.06.1912 — 09.11.1913 — генерал-майор Николаев, Андрей Михайлович
- 09.11.1913 — 11.10.1914 — генерал-майор барон фон Майдель, Владимир Николаевич
- 26.12.1914 — хх.хх.хххх — полковник (с 31.05.1915 генерал-майор) Хандаков, Павел Георгиевич

### Дивизионная артиллерия
17 августа 1875 г. 5-я и 6-я конно-артиллерийские батареи были выделены из упраздненной тогда же 7-й конно-артиллерийской бригады и приписаны к 3-й кавалерийской дивизии. В апреле 1895 года батареи были объединены в 3-й конно-артиллерийский дивизион.

#### Командиры 5-й конно-артиллерийской батареи
- 29.09.1875 — 12.05.1876 — подполковник Банческул, Александр Евсеевич
- 12.05.1876 — 24.11.1884[7] — капитан (с 09.12.1876 подполковник, с 30.08.1882 полковник) Ленц, Александр Эмильевич
- 22.01.1885 — хх.хх.1892 — подполковник (с 30.08.1886 полковник) Гринфельд, Аполлон Карлович
- хх.хх.1892 — 30.12.1899 — подполковник Куракин, Николай Иванович

### Командиры 3-го конно-артиллерийского дивизиона
Дивизион был сформирован в апреле 1895 года путем включения в него 5-й и 6-й конно-артиллерийских батарей, ранее приписанных к 3-й кавалерийской дивизии.
- 06.05.1895 — 28.12.1895 — полковник Левицкий, Александр Пафнутьевич
- 01.01.1896 — 02.05.1900 — полковник Слёзкин, Алексей Михайлович
- 22.05.1900 — 18.02.1907 — полковник Блюмер, Каспар Николаевич
- 14.03.1907 — 25.08.1908 — полковник Белькович, Николай Николаевич
- 25.08.1908 — 10.12.1913 — полковник Давыдов, Григорий Алексеевич
- 13.01.1914 — 31.03.1915 — полковник Захарченко, Иван Александрович
- 11.05.1915 — хх.хх.хххх — подполковник (с 11.06.1915 полковник) Полянский, Сергей Дмитриевич